# Killswitch Engage (album 2000)
Killswitch Engage è l'album di debutto del gruppo musicale statunitense Killswitch Engage, pubblicato l'11 luglio 2000 dalla Ferret Records.
Una versione rimasterizzata è stata pubblicata, con quattro tracce bonus, nel 2005 dalla Ferret Records. La Roadrunner Records ha nuovamente ristampato l'album nel 2007.

## Tracce
1. Temple from the Within – 3:45
2. Vide Infra – 3:34
3. Irreversal – 4:17
4. Rusted Embrace – 4:25
5. Prelude – 1:55
6. Soilborn – 3:27
7. Numb Sickened Eyes – 3:35
8. In the Unblind – 2:52
9. One Last Sunset – 3:57

Tracce bonus nella riedizione del 2005
1. Prelude (1999 Demo) – 2:03
2. Soilborn (1999 Demo) – 3:19
3. Vide Infra (1999 Demo) – 3:28
4. In the Unblind (1999 Demo) – 2:50

## Formazione
- Jesse Leach – voce
- Joel Stroetzel – chitarra
- Mike D'Antonio – basso
- Adam Dutkiewicz – batteria